# Bernat Oliva (músic)
Fou organista i mestre de cant català del segle XVI.
Fou mestre de cant de la Seu de Girona.
Es data que el 1573 va assumir el carrec d'organista de la fins al 1586; probablement a causa de la recent defunció de Gaspar Sagristà (l'antic organista de la seu).
El va succeir el mestre de cant i organista Sebastià Fuster.
"El 1591 Josep Bordons -els orgueners Bordons, procedents de Vilafranca de Laurange, havien establert el seu taller a la ciutat de Solsona a mitjan segle XVI- va dur a terme la constnicció d'un nou orgue visurat el 1593 per Bernat Oliva i LIuís Ferran Vila, aquest últim organista de la catedral de Barcelona".